# Godzilla: Domination!
Godzilla: Domination (in Japan ook bekend als Godzilla Kaijuu Dairantou Advance) is een computerspel voor de Game Boy Advance, gebaseerd op de Godzillafilms. Het spel werd ontwikkeld door WayForward Technologies.

## Verhaal
Meteoor X verschijnt boven Tokio, en begint met het uitzenden van magnetische straling. De straling maakt dat enkele kaiju door het lint gaan. De op hol geslagen monsters beginnen zowel de aarde als enkele omliggende planeten aan te vallen, onder leiding van Mecha-King Ghidorah. Slechts twee monsters blijven onaangetast (welke hangt af van de keuze van de spelers). Het is aan hen om de overige monsters te stoppen.

## Gameplay
Het spel is bedoeld voor 1 tot 4 spelers. De spelers kunnen kiezen uit 6 kaiju uit de Godzillafilms. Het spel speelt zich af op 7 locaties, waaronder Tokyo 2, Glacier (2 variaties), Nova (2 variaties), Meteor Z en Moon Base.
Het spel kent drie modes: Verhaal mode (8 levels lang), Custom Mode en Versus Mode.

## Personages
- Godzilla: de koning van de monsters. Hij is een van de tragere personages, maar is fysiek erg sterk.
- Mechagodzilla: Godzilla's mechanische dubbelganger. Hij is fysiek het sterkste monster uit het spel, maar tegelijk ook de langzaamste.

- King Ghidorah: Godzilla's aartsvijand. Zijn kracht en snelheid zijn ongeveer gelijk.
- Mothra: een van Godzilla's bekende tegenstanders en bondgenoten. Ze is erg wendbaar en snel, maar haar aanvallen zijn niet de sterkste.
- Megalon: een minder bekende tegenstander van Godzilla. Hij kan erg snel aanvallen.
- Rodan: het snelste monster uit het spel, maar tegelijk ook fysiek de zwakste.
- Mecha-King Ghidorah : de machinevariatie van King Ghidorah. Hij is niet bespeelbaar, en verschijnt als eindbaas in het laatste level van de verhaalmode.

## Verschillen
De Amerikaanse versie en de Japanse versie van het spel verschillen op bepaalde punten van elkaar:
- De titel is anders.
- Godzilla is groen in de Amerikaanse versie, en grijs in de Japanse. De Amerikaanse versie bevat de Heisei-Godzilla, en de Japanse versie de Millennium-Godzilla.

- De Mechagodzilla in de Japanse versie is gebaseerd op de derde Mechagodzilla (uit Godzilla: Tokyo S.O.S.). De Mechagodzilla uit de Amerikaanse versie is de tweede Mechagodzilla (uit Godzilla vs. Mechagodzilla II).

- Mothra heeft in de Japanse versie andere kleuren dan in de Amerikaanse.

- De Japanse versie van het spel heeft in de verhaalmode drie spelopties: "default", "survival", en "rage". In survival moet de speler het zo lang mogelijk zien te overleven. In Rage hersteld ieder monster veel sneller en kan vaker zijn speciale aanval gebruiken.

## Trivia
- Oorspronkelijk stond Biollante gepland als de laatste eindbaas.
- Andere monsters die wel gepland stonden, maar niet in het spel werden verwerkt zijn Hedorah en Gigan.